# アツミゲシ
アツミゲシ（渥美罌粟、学名: Papaver setigerum）は、ケシ科ケシ属の一年生植物（越年草）。和名は、1962年に愛知県渥美半島の沿岸部において日本への帰化が発見されたことに由来する。
日本ではあへん法で栽培が原則禁止されている種に指定されている。なお、保健所や警察においては学名の種小名に由来するセティゲルム種で呼ばれることが多い。

## 分布
帰化植物として知られ、世界各地に帰化しているが、南ヨーロッパや東ヨーロッパ、北アフリカといった地中海沿岸域が原産地である。現在も原産地には多数の野生株が自生している。

## 形態
高さ 60-80cm 程度で、ソムニフェルム種（ケシ）よりずっと小型である。茎は直立、よく分枝し、茎の上部に長さ 3mm ほどの肉質の剛毛がある。葉は緑灰色、狭心形で大きな欠刻があって、縁は鈍鋸歯となり、欠刻の先端には茎にあるのと同様の剛毛があり、無柄で、基部は耳状に茎を抱き、互生する。
ソムニフェルム種と同様、春から夏にかけて、茎の先端に直径 6cm ほどの4弁花をつける。花はソムニフェルム種より小型で円形に近く、ケシ特有のなんともいえないひどい臭いがする。花弁は白色から赤色を経て濃い紫色まで。しばしば大きな斑紋がある。日本で発見されるものは白い花冠の下部に淡いピンク色の斑点をもつものが多い。萼はソムニフェルム種と同様に早落性で、開花時にはない。開花前のつぼみは始めは下を向き、次第に立ち上がって開花時には直立するが、ソムニフェルム種と異なり、つぼみには剛毛が密生する。
果実の形態は長球形で、先端に5～9本の放射線のある柱頭が残り、ソムニフェルム種と基本的に類似するが、直径 1.5cm 程度で、ソムニフェルム種よりはるかに小型である。種子は黒色で、これもソムニフェルム種より小さく、熟した孔蒴果の上部の小孔から飛び出す。散布された種子は秋に発芽してロゼットを形成し、春に茎を伸ばす。

## 亜種
本種はモルヒネを含有するなど、同じ特徴を持つことから、有史以前から栽培植物化しており、野生種が見当たらないソムニフェルム種の原種ではないか、と一時期考えられたことがあったが、染色体を調査した結果、明らかに異なることがわかり、現在この考えは否定されている。
ただし、現在でもソムニフェルム種の亜種として扱われている場合がある。その場合学名は Papaver somniferum L. subsp. setigerum (DC.) Arcang. と表記される。
なお英名は Wild poppy となっているが、英語圏各国に自然分布していないこともあり、この呼称が本種を指す意味で用いられることはほとんどなく、もっぱら学名がそのまま用いられる。またイギリスで Wild poppy といえば、通常は在来種の野生のヒナゲシを指す。

## 日本に侵入した経緯
アツミゲシの帰化は1962年5月中旬、渥美半島の先端の海岸沿いに22ヘクタールにわたって群生していることが発見され、約13万本を撤去したことに端を発する。発見当初は人海戦術による抜き取りや除草剤による根絶を試みたが、相当以前から自生していたため効果は薄く、県衛生部らは厚生省へ対処を要請した。その結果、1963年には愛知県警察のみならず自衛隊までが出動し、6台の火炎放射器によって一帯が焼き払われるという騒ぎとなった。翌年にも名古屋市守山区駐屯の自衛隊第10師団の自衛隊員らが、9台の火炎放射器を使ってアツミゲシを焼いたことが報道されている。なお、この頃にはすでに「渥美ケシ（原文ママ）」という呼び名が関係者の間で使われていたという。その後もこの地区では際限なく駆除が繰り返されてきたが、アツミゲシはその間にも着々と分布を広げ、現在では北海道から九州まで広い範囲で帰化が報告されている。
本種の根絶が難しいのには、本種の繁殖力の強さにも一因があるが、1962年の発見以降に原産国や同様に帰化した国から輸入された肥料など に種子が紛れ込んでおり、それらが日本で発芽する、という、侵入パターンを何度も繰り返している由縁もある。ゆえに、気が付いたら道端や放置された草むらなど、その辺に勝手に生えている のが現状で、その都度警察や保健所が出動する騒ぎが繰り返されている。
しかし、「ケシ粒のような」という比喩表現からもわかるように、本種を含めたケシ科植物の種子は非常に小さいため、現実的な水際での防止策が取れず、ゆえに開花に至って抜取焼却といった現状の駆除法にならざるをえない一面がある。

## 生態系に与える影響
本種は他の多くの帰化植物と同じく、都市の空き地、廃屋、路肩、人手で整備された河川敷や農地など、ある程度人間により生態系がかく乱された場所に侵入する。なお、日本においては、現在に至るまで本種は発見され次第、警察や保健所の手で駆除されているので、本種により生態系が何らかの影響を受けることはまず考えられない。

## 人間との関係
本種の未熟果のアヘンアルカロイドの含量は高いが、本種のピーナッツ大の未熟果は小さすぎるので、原始的なへら掻き作業によるアヘン採取は、費用や手間を考えると現実的ではない。世界中を見回しても、アヘンやモルヒネの採取には鶏卵大の果実をつけるソムニフェルム種が用いられるのが一般的である。
また、本種にアヘンアルカロイドが含まれていることがわかったのは1953年になってからであるので、原産地では古くから自生しているにもかかわらず、本種からアヘンが採取された記録もない。
しかし、第二次世界大戦後に一般的になった、刈り取った植物体を有機溶媒に浸出させるといった化学的手法を用いれば、本種からモルヒネなど、麻薬成分に指定されたアルカロイドを効率的に抽出することが可能である。ゆえに、日本では本種とソムニフェルム種の全面的な原則栽培禁止があへん法に謳われており、毎年5 - 6月の開花期になると、各地の保健所が中心となって、植えてはいけないけしの周知徹底を図るキャンペーンが張られているが、上述したように、駆除の現実はいたちごっこと化している。

## 栽培しないようにするには
また、園芸愛好者の多い日本であるが、キャンペーンの効果も虚しく、栽培禁止はそれほど周知されておらず、「その辺に生えてきた花だが美しかったので栽培していた」というケースも多い。植えてはいけないけしである本種やソムニフェルム種と植えてもよいけしである園芸用のヒナゲシや野生化しているナガミヒナゲシとの差異には注意が必要。具体的には、両種の特徴である葉が茎を抱くようについているケシには要注意である。そのため、開花する時期には、警察署の生活安全課などが巡回し、指導監督している。また、自生等を見つけた場合警察に110番通報したほうがよい。
なお、日本以外においては、観賞用として栽培するのであれば合法とする国が多く、日本のように本種や観賞用の園芸種も含めたソムニフェルム種の栽培そのものの禁止を徹底している国はまれである。ゆえに、そういった事情を知らずに園芸愛好者が外国から種子を輸入し、それを栽培するケースもままある。とくに、欧米の種苗会社の販売する種苗には、学名表記の部分に本種や観賞用のソムニフェルム種の種小名を略して、代わりに品種名を添えて表記している ので海外から種苗を輸入する際は注意が必要である。また、ヒナゲシ等のケシ科の観賞植物の種子にまれに混入する場合がある。種子は非常に似通っているので、区別は困難。なお、製薬会社や大学や国などの研究機関の薬草園では、特別許可で栽培はされている。当然、厳重な管理の栽培である。
2008年5月13日、茨城県下妻市の小貝川沿いの公園で、下妻警察署の警察官がパトロール中にアツミゲシ数十万本を発見した。公園は2008年5月24日、25日に開かれる予定の「小貝川フラワーフェスティバル」の会場だった。市職員によりすべて抜き取られ、見分けがつくようにポピーの数を制限するなどの対策を取ったが、翌年には生えていることが確認された。過去の写真を調査した結果、2004年から生えていたことが判明した。
また、岐阜県可児市の可児川堤防やその周辺に生育していたが、2004年（平成16年）に完全に駆除された。
2024年5月8日、茨城県東海村舟石川の村道沿いにアツミゲシが咲いているのを同村の5歳の保育園児が見つけた。保育園帰りの車中から瞬時に判別。県薬務課によると村道沿いに83本生えていたとのこと。